# Macrotrachela nana
Macrotrachela nana is een raderdiertjessoort uit de familie Philodinidae. De wetenschappelijke naam van deze soort is voor het eerst geldig gepubliceerd in 1912 door Bryce.